# Can Janer (Anglès)
Can Janer és un immoble del municipi d'Anglès que forma part de l'Inventari del Patrimoni Arquitectònic de Catalunya.

## Descripció
Es tracta d'un immoble de tres plantes i golfes, entre mitgeres, cobert amb una teulada a dues aigües de vessants a façana, em un ràfec singular en el qual s'ha procedit a una aplicació original i creativa del rajol en format de ziga-zaga o de dents de serra. Es troba al costat dret del carrer d'Avall.
L'immoble és fruit de dues etapes constructives molt diferents. Per una banda, el primer i segon pis dels quals només cal ressaltar el portal d'accés, que no és el típic adovellat sinó de llinda de fusta, són propis del segle xvii. Per altra banda, el tercer i quart pis, en els quals trobem una simple finestra rectangular -en el tercer- i uns badius en format de tres obertures d'arc de mig punt accentuada la central -en el quart-, són fruit d'una ampliació que va experimentar l'edifici segurament entorn el segle xix.
Aquest plantejament queda àmpliament demostrat pel canvi estètic i visual originat pels materials emprats, és a dir, en el primer i segon pis pedruscall i en el tercer i quart maó.